# 프리드리히 빌헬름 폰 브란덴부르크 선제후
프리드리히 빌헬름(독일어: Friedrich Wilhelm, 1620년 2월 16일 ~ 1688년 4월 29일)는 브란덴부르크의 선제후 겸 프로이센의 공작 (1640년 ~ 1688년)이었다. 대선제후(Große Kurfürst) 프리드리히 빌헬름으로 알려진 그는 북부 독일과 프로이센에서 호엔촐레른가의 소유물들을 증강 및 통합하였다.

## 어린 시절
베를린에서 태어난 프리드리히 빌헬름은 선제후 게오르크 빌헬름와 엘리자베트 샤를로테 폰 팔츠의 단 하나의 아들이었다.  그는 호엔촐레른 궁정에서 개혁교회 신앙에 자라왔고 1634년 레이던 대학교로 가 성실하게, 열정적이지 않다면 강의에 참석하고 더욱 행복하게 항구 도시의 중요한 상업 생활을 탐험하였다.  네덜란드 공화국에서 그의 경험은 그의 나이에 드문 종교적 관용과 네덜란드 권력의 상업적 기반에 대한 확고한 인상과 함께 그를 남겼다.  1638년 자신의 병든 부친과 함께 스웨덴의 침략 군대로부터 달아나는 것만으로 베를린으로 돌아왔다.  1640년 12월 1일 게오르크 빌헬름은 쾨니히스베르크에서 사망하였고, 프리드리히 빌헬름은 그를 승계하였다.  그는 영웅적인 비율의 코에 의하여 지배되는 얼굴과 함께 침착하고, 단단하고 견고하였으며 중년에 비정상적으로 뚱뚱해졌다.

## 새로운 선제후
브란덴부르크의 선제후는 또한 동부에서 프로이센의 공작, 그리고 네덜란드 국경에서 클레베-마르크 공작으로 상속받았다.  그의 흩어진 소유물들은 넓게 다른 사회와 정치적 제도들을 가졌으나 그것들은 독일 문제에서 잠재적으로 큰 영향력을 제공하였다.  시작에 그는 스웨덴과 비참한 전쟁으로 이끈 그의 부친의 친오스트리아 외교로부터 조심스러운 이탈을 향한 자신의 정책을 지시하였다.  동시에 그는 자신의 노출된 상태를 보호하고 자신에게 외교적 영향력을 주는 데 자신 소유의 군대를 구축하였다.  이 목표들에 그는 충분히 성공하였고, 1648년 30년 전쟁을 끝낸 베스트팔렌 조약에 의하여 그는 동부 포메라니아 (스웨덴으로부터), 민덴과 할버슈타트의 주교후국과 마그데부르크의 반환을 획득하였다.  그때부터 독일에서 호엔촐레른가의 소유물들은 제국의 합스부르크 왕조의 것만에 이어 두번째였다.  율리히-클레페-베르크 공국에 대한 자신의 세습 주장을 설립하는 데 실패한 프리드리히 빌헬름은 1651년 후에 자신의 국가의 재정 및 행정의 재편성으로 바뀌었다.  각각의 지방들은 선제후가 개인적으로 주재한 중앙 관리 기관인 추밀원으로 사무관들을 보냈다.

## 국내와 경제 정책
한 세기의 가장 절대주의적인 통치자들처럼 프리드리히 빌헬름은 다양한 주들의 사유지와 국회들을 통하여 그들의 자유와 특별한 특권을 수호한 고귀한 지주인 특권 귀족 계급의 반대파와 끊임없이 싸워야 했다.  국회들을 제거하면서 반란을 일으키기 보다는 프리드리히 빌헬름은 그들의 영향력을 무시하여 세금들을 거두고, 자신 소유의 선택의 공무원들을 임명하고, 군대를 병영시키고 상소 관활권을 행사하는 데 권리를 위하여 각각의 국회와 거래하였다.  그는 도시들과 상륙 귀족 사이에 갈등을 이용하여 반대자들을 약하게 하고 차례로 국가의 기관들에 개혁을 부과하는 수단이 된 대규모 상비군을 위하여 재정 기반을 창조하였다.  이 군대의 조직은 프로이센의 권력의 초석이었다.  오래된 모형에 아직도 용병들이 있었어도 그것은 서서히 국유화되어 그의 통치가 끝날 때까지 프리드리히 빌헬름의 장교들은 크게 그의 주제로 구성되었다.
항해하는 네덜란드인들의 경제적 성공에 인상을 받은 선제후는 활동적인 해군을 건설하려고 하였다.  그는 1675년부터 1679년까지 스웨덴과 전쟁 동안 발트해에서 사략선으로 행동하는 데 네덜란드의 배들을 용선 계약으로 빌었다.  1680년 2척의 전세 선박들은 황금 해안에 교두보 식민지를 설립하였고 그의 아프리카 무역 회사는 서인도 제도와 노예 무역에 의하여 약간의 이익을 가져왔다.  이 모험적 사업과 내부 경제 정책들에서 그는 시대의 중상주의 교리를 따랐다.  그의 주요 관심사들 중의 하나는 대제에 새로운 정착자들을, 그리고 도시들로 숙련된 공예가들을 데려와 바람직한 이민자들에게 면세와 보조금을 제공하는 것이었다.  20,000명에 가까운 프랑스의 위그노들이 1685년 후에 그의 영토들에 정착하여 그 국경 지방들로 중요한 새로운 제조 기술과 문화적 세련미의 외국풍을 가져왔다.

## 외교 정책
프리드리히 빌헬름의 외교 정책은 부끄럽지 않은 영토 획득에 의하여 다스려졌다.  스웨덴과 폴란드 사이의 제1차 북방 전쟁에서 그는 1655년 처음에 자신을 스웨덴과 제휴시켰다가 그러고나서 1657년 폴란드인들에 가입하는 데 편을 바꾸었다.  1660년 올리바 조약에 의하여 그의 프로이센 공국은 폴란드의 주권으로부터 그 자유를 얻었다.  1672년 그리고 1674년에 다시 그는 프랑스에 대항하는 오스트리아-네덜란드 연합에 가입하였고, 1675년 프랑스의 북부 동맹 스웨덴에게 등을 돌렸다.  1677년 그가 스웨덴령 포메라니아와 그 소중한 항구 슈테틴을 포획하였어도 네이메헌 조약은 2년 후에 그것을 스웨덴에 반환하였다.  자신의 제휴들에 의하여 좌절한 그는 루이 14세가 라인란트에 프랑스의 지배력을 확립했던 동안 다시 한번 뒤집어 프랑스와 제휴하였다.  1683년 오스만 제국의 빈에 대한 공격으로 암묵적으로 오스만 군대를 지지한 그의 프랑스와 우호는 급속도로 식어갔다.  1685년 프랑스로부터 칼뱅파 위그노들의 배제 후, 그는 다시 한번 반프랑스 아우크스부르크 동맹에서 오스트리아 합스부르크와 네덜란드와 다시 한번 자신의 몫을 던졌다.

## 사망
자신의 군림의 이후의 세월 동안 프리드리히 빌헬름은 아픈 류머티즘 혹은 천식에 의하여 악화된 관절염에 의하여 고통을 받았다.  자신의 병에도 불구하고 그는 엄격하고 거의 군대에 가까운 근무 일정을 지켰다.  그의 취향은 단순했고 그의 궁정은 검소하게 남아있었다.   1688년 4월 29일 그는 포츠담에서 사망하여 자신의 후계자들을 자신이 상속했던 소수의 흩어진 지방들의 자리에 두었다.